# Willam Belli
Pour les articles homonymes, voir Belli.
Willam Belli (né le 30 juin 1982) est un acteur américain, drag queen, mannequin et chanteur, connu pour son rôle récurrent de femme transgenre Cherry Peck dans la série télévisée Nip/Tuck et pour avoir participé en tant que concurrent à la saison 4 de RuPaul's Drag Race. En plus de sa carrière d'acteur, Belli connut un succès viral sur internet avec des clips de parodies de chansons, formant le trio de drag queens de Los Angeles DWV. Néanmoins, le groupe se sépare en juin 2014, expliquant qu'un conflit personnel entre ses membres était à l'origine de la rupture.

## Biographie
Willam Belli est né le 30 juin 1982 à Philadelphie, en Pennsylvanie. Il est le cadet d'une famille de deux enfants. Il vit à Cocoa Beach, en Floride, durant ses années collège et lycée.
Son père travaille au centre spatial Kennedy. Sa tante est la réalisatrice de télévision Mary Lou Belli.

### Carrière

#### 2000–2008: les débuts
Willam Belli tient son premier rôle à la télévision dans celui du gigolo Darren Jacobs dans deux épisodes de la série Washington Police en 2002, et apparaît pour la première fois à la télévision dans un épisode de Street Smarts,. Il apparaît plus tard dans les séries suivantes : Washington Police, Boston Public, Cold Case, The Shield, Earl, et surtout tient le rôle de la transgenre Cherry Peck dans les saisons 2 et 3 de Nip/Tuck. Il tient aussi, tout au long des années 2000, des petits rôles à la télévision, comme dans American Pie : Marions-les !.
En 2008, Belli apparaît sur la pochette du single Breaking' Up de Rilo Kiley. Il pose également, en 2012, pour Austin Young, dans le cadre du Tranimal Master Class Workshop.

#### 2009-2010: carrière de drag queen

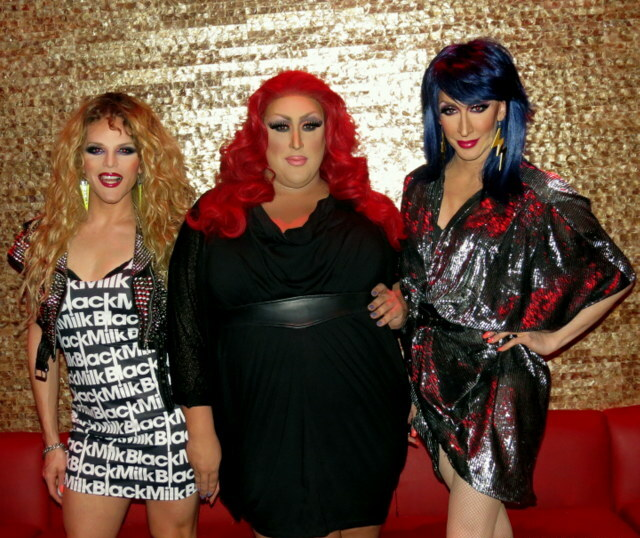
Willam Belli avec Vicky Vox et Detox Icunt.

Willam Belli est membre du groupe Tranzkuntinental, qui fait ses débuts au Roxy Theatre de Los Angeles en 2009. Le groupe se compose de Charlie Paulson, Xander Smith, et des drag queens Detox, Kelly Mantle, Rhea Litré et Vicky Vox,.
En janvier 2011, il apparaît dans le clip S&M de Rihanna, au même titre que Detox et Morgan McMichaels.

#### 2011-2012:RuPaul's Drag Raceet succès grandissant
En 2011, la société de production World of Wonder contacte le manager de Willam pour l'encourager à passer les auditions de la quatrième saison de RuPaul's Drag Race. En novembre 2011, Logo TV annonce que Belli fait partie des 13 concurrents de la saison 4 de l'émission.
Belli y remporte deux main challenges mais est disqualifié dans l'épisode intitulé Frenemies. Dans l'épisode final de la saison, Belli explique qu'il fut disqualifié de la compétition pour avoir vu plusieurs fois son mari dans sa chambre d'hôtel durant la durée de l'émission, ce qui est interdit par les règles mises en place par la production. Belli se sert alors de la publicité faite autour de sa disqualification pour sortir son single Chow Down, une parodie de la chanson Hold On de Wilson Philips. On peut également y entendre Detox et Vicky Vox.
Le 12 mars 2012, il sort son premier single Trouble, produit par Tom Trujillo, un collaborateur de RuPaul. Le clip de la chanson est réalisé par le réalisateur de films X Chi Chi LaRue, et est diffusé pour la première fois sur Logo TV. Le 21 mars, il sort The Vagina Song, une parodie du morceau Billionaire de Travie McCoy en duo avec Bruno Mars. Le clip est réalisé par Michael Serrato, qui avait également réalisé le clip de Chow Down.
Le 29 avril 2012, Willam Belli sort Love You Like a Big Schlong, qui devint rapidement un gros succès sur la plateforme de vidéos YouTube, totalisant plus d'un million de vues. Produite par Uncle Sam, la chanson parodie Love You Like a Love Song de Selena Gomez and the Scene.
En novembre 2012, Belli apparaît en duo avec l'artiste de musique country Drake Jensen sur une reprise de Stand by Your Man de Tammy Wynette. Le même mois, il sort son premier album The Wreckoning via son site internet.

#### 2013:Boy Is a Bottomet le succès avec DWV
En janvier 2013, Willam Belli connaît son plus gros succès avec Boy is a Bottom qui atteint 18 millions de vues sur YouTube. La sortie du single coïncide avec le premier épisode de la saison 5 de RuPaul's Drag Race. Cette chanson est d'une part parodie de celle d'Alicia Keys Girl on Fire, mais contient également un passage parodié de My Lovin' (You're Never Gonna Get It) de En Vogue.
Boy Is a Bottom se place directement à la sixième position du classement Billboard's Comedy Digital Songs. 3 000 téléchargements sont enregistrés la première semaine.
Le 14 août 2013, Belli apparaît avec Shangela Laquifa Wadley, Detox, Raven, Morgan McMichaels, Shannel, et Courtney Act au côté de Lady Gaga dans la 'lyric video' officielle de sa chanson Applause.
Le groupe qu'il formait avec Detox et Vicky Vox, DWV, se sépare officiellement en juin 2014.

#### 2014–aujourd'hui:American AppareletShartistry in Motion
Willam Belli devient, avec deux autres anciennes concurrentes de RuPaul's Drag Race Courtney Act et Alaska Thunderfuck 5000, égérie de la marque de textile American Apparel. Toutes les trois sortent un premier single intitulé American Apparel Ad Girls. Elles sortent par la suite un second single, Dear Santa, Bring Me a Man, pour la période de Noël,.
Le 13 janvier, il sort une version solo et en espagnol de la parodie Boy is a Bottom, intitulée Es Una Pasiva, qui se place en première position du classement iTunes comedy. Il sort son second album le 2 juin, Shartistry in Motion,.
Le 15 août 2019, Willam performe lors de l'évènement Drag Race Superstars au parc des Faubourgs à Montréal.

## Filmographie

### Films
| Année | Titre                                                    | Rôle                         | Notes       |
| ----- | -------------------------------------------------------- | ---------------------------- | ----------- |
| 2003  | American Wedding                                         | Butch Queen                  |             |
| 2004  | The Last Shot                                            | Drag Queen à un arrêt de bus |             |
| 2006  | Unbeatable Harold                                        | Anita Boner                  |             |
| 2007  | Because I Said So                                        | Transgenre                   |             |
| 2008  | Defying Gravity                                          | Lola                         |             |
| 2008  | Dog Tags                                                 | Alan                         |             |
| 2008  | Another Gay Movie 2                                      | Nancy Needatwat              |             |
| 2009  | Sex Drugs Guns                                           | Candy                        |             |
| 2009  | Road to the Alter                                        | Jamie                        |             |
| 2010  | Barry Munday                                             | Felicia                      | Non crédité |
| 2010  | Armées jusqu'aux dents (Ticked-Off Trannies with Knives) | Rachel Slurr                 |             |
| 2010  | BloodRayne 3: The Third Reich                            | Vasyl Tishenko               |             |
| 2011  | Cinema Verite                                            | Candy Darling                | Téléfilm    |
| 2011  | Blubberella                                              | Vadge                        |             |
| 2012  | The Newest Pledge                                        | Marin                        |             |
| 2012  | Fun Size                                                 | Qwerty                       |             |
| 2012  | Lost Angeles                                             | Bob                          |             |
| 2013  | Girls Will Be Girls                                      | Prosecuter                   |             |
| 2013  | X-Rated                                                  | Geoffrey Gann/'Karen Dior'   |             |
| 2013  | After Birth                                              | Tammy                        |             |
| 2013  | Kicking Zombie Ass for Jesus                             | Beth Ann-Fetterman           |             |
| 2015  | Hurricane Bianca                                         | Bailey                       |             |
| 2018  | A Star Is Born                                           | Emerald                      |             |

### Télévision
| Année     | Titre                        | Rôle                  | Notes                                        |
| --------- | ---------------------------- | --------------------- | -------------------------------------------- |
| 2002      | Washington Police            | Hustler               | Épisode : "Oil and Water"                    |
| 2003      | Boston Public                | Mike                  | Épisode : "Chapter Fifty-Eight"              |
| 2003      | Cold Case                    | Drag queen            | Épisode : "A Time to Hate"                   |
| 2004      | The Shield                   | Colt                  | Épisode : "Posse Up"                         |
| 2004      | Eve                          | Waiter                | Épisode : "Self Helpless"                    |
| 2004–2006 | Nip/Tuck                     | Cherry Peck           | 5 épisodes                                   |
| 2005      | Earl                         | D.J.                  | Épisode : "Pilot"                            |
| 2005      | Related                      | Amy                   | Épisode : "Movin' Out, Movin' In, Movin' On" |
| 2006      | Saved                        | Tippi                 | Épisode : "Living Dead"                      |
| 2007      | Les Experts : Manhattan      | Candy Darling         | Épisode : "The Lying Game"                   |
| 2007      | Women's Murder Club          | Sasha Simone          | Épisode : "To Drag & to Hold"                |
| 2009      | Southland                    | Sheila                | Épisode : "See the Woman"                    |
| 2009      | Esprits criminels            | Walter Patterson      | Épisode : "Too Hell and Back"                |
| 2011      | Hot in Cleveland             | Bar Queen             | Épisode : "2.16"                             |
| 2011      | Wonder Woman                 | Fausse Marilyn Monroe | Série pilote                                 |
| 2012      | RuPaul's Drag Race           | Lui-même              | 10 épisodes                                  |
| 2012      | RuPaul's Drag Race: Untucked | Lui-même              | 10 épisodes                                  |
| 2012      | RuPaul's Drag U              | Professeur            | Épisode : Ex-Beauty Queens                   |
| 2012      | Les Experts                  | Dahlia                | Épisode : Code Blue Plate Special            |
| 2013      | The New Normal               | Nana Drag Queen       | Épisode : The Goldie Rush                    |
| 2013      | She's Living for This        | Lui-même              | Saison 2, épisode 1                          |
| 2014      | Drag Queens of London        | Lui-même              | Saison 1, Épisode 2                          |
| 2015      | Eastsiders                   | Douglas/Gomorrah Ray  | Saison 2                                     |

### Web
| Année            | Titre                 | Rôle         | Notes |
| ---------------- | --------------------- | ------------ | --- |
| 2012–13          | Transfashionable      | Himself      | 4 épisodes Drag Queen Makeover, Drag Queen Makeunder, Death by Drag et Miles Jai Post Beatdown Makeover. |
| 2013             | Neil's Puppet Dreams  | Drag queen   | Saison 1, épisode 5 : Dream Bump                                                                         |
| 2013             | Willam's Beatdown     | Présentateur | 19 épisodes                                                                                              |
| 2013             | 30 Days of Willam     | Présentateur | 30 épisodes                                                                                              |
| 2013             | Snore (Downton Abbey) | Domestique   | Funny or Die feature                                                                                     |
| 2013             | Rambo, But Gay        | Deputé Mitch | Nerdist                                                                                                  |
| 2013–aujourd'hui | Billium's Wheatdown   | Lui-même     | 35 épisodes                                                                                              |
| 2014–aujourd'hui | Beatdown              | Présentateur | 20 épisodes                                                                                              |
| 2014–aujourd'hui | Paint Me Bitch        | Présentateur | 62 épisodes                                                                                              |
| 2015             | The WeHoans           | Lui-même     | 3 épisodes                                                                                               |

## Discographie

### Albums
| The Wreckoning                                                           | - Sortie : 17 novembre 2012 - Label : Auto-produit - Format : CD, téléchargement | — |
| Shartistry in Motion                                                     | - Sortie : 2 juin 2015 - Label : Auto-produit - Format : Téléchargement          | 1 |
| "—" indique que l'album n'est pas rentré dans le classement en question. |                                                                                  |   |

### Singles
| Trouble                                                                      | 2012 | —  | The Wreckoning       |
| Chow Down (en duo avec Detox & Vicky Vox)                                    | 2012 | 12 | The Wreckoning       |
| The Vagina Song                                                              | 2012 | —  | The Wreckoning       |
| Love You Like a Big Schlong                                                  | 2012 | 25 | The Wreckoning       |
| She Doesn't Know                                                             | 2012 | —  | The Wreckoning       |
| Let's Have a KaiKai (en duo avec Rhea Litré)                                 | 2012 | —  | The Wreckoning       |
| Stand by Your Man (en duo avec Drake Jensen)                                 | 2012 | —  | The Wreckoning       |
| RuPaulogize (en duo avec Sharon Needles)                                     | 2013 | 14 | The Wreckoning       |
| Potential New Boyfriend                                                      | 2013 | —  | The Wreckoning       |
| Boy Is a Bottom (avec DWV)                                                   | 2013 | 6  | singles              |
| Silicone (avec DWV)                                                          | 2013 | —  | singles              |
| Blurred Bynes (avec DWV)                                                     | 2013 | 5  | singles              |
| That Christmas Song (avec DWV)                                               | 2013 | —  | singles              |
| Gaycation! (avec DWV)                                                        | 2014 | —  | singles              |
| Hole Pic                                                                     | 2014 | —  | singles              |
| Only Anally                                                                  | 2014 | —  | Sharistry in Motion  |
| American Apparel Ad Girls (avec Courtney Act et Alaska Thunderfuck 5000)     | 2014 | 10 | Sharistry in Motion  |
| Dear Santa, Bring Me a Man (avec Courtney et Alaska)                         | 2014 | —  | single               |
| Es Una Pasiva                                                                | 2015 | —  | Shartistry in Motion |
| Ride for AIDS (en duo avec Alaska 5000)                                      | 2015 | 12 | Shartistry in Motion |
| Thick Thighs (en duo avec Latrice Royale)                                    | 2015 | 3  | Shartistry in Motion |
| "—" indique que la chanson n'est pas rentrée dans le classement en question. |      |    |                      |